# The Psychotic Reactions
Pour les articles homonymes, voir Psychotic Reaction.
The Psychotic Reactions est un groupe de garage français originaire de Dijon aujourd'hui disparu.
Un premier opus, intitulé At the Stroke of the Noon, sort chez Nova Express en 2000. Le groupe est alors composé de David Aguerro aux chant et guitare électrique, Pierre Pompanon à la batterie et Charles Grammatica à la basse. Le second album, Anticlockwise, sort en 2002 et voit l'arrivée d'un claviériste au sein du groupe, Dr Psyche.
Le groupe tourne alors dans toute la France et acquiert une assez bonne notoriété sur la scène garage. Un troisième album est prévu et presque intégralement composé lorsque le groupe se sépare en 2003. Les bassiste et claviériste montent dans la foulée un nouveau groupe basé sur le même style musical, Vibromaniacs. Pierre Pompanon, le batteur, quitte la scène musicale tandis que David Aguerro rejoint Skarekrows, une formation psychobilly dans laquelle se retrouvent deux anciens membres des Astro Zombies.